# إقلاع متعدد
ال إقلاع  المتعدد أو بالإنجليزية Multi-booting هي عملية تثبيت أكثر من نظام تشغيل على جهاز واحد وهي عملية أكثر شيوعا من الإقلاع المزدوج Dual-boot والتي تعني وجود نظامين تشغيل في نفس الجهاز

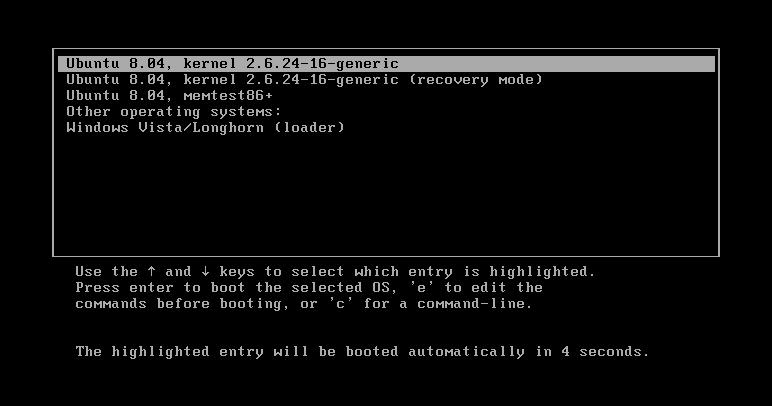
قائمة بدء التشغيل وبها العديد من انظمة التشغيل